# Dario Bonetti
Dario Bonetti (Brescia, Provincia de Brescia, Italia, 5 de agosto de 1961) es un exfutbolista y director técnico italiano. Se desempeñaba en la posición de defensa. Su hermano Ivano también fue futbolista.

## Selección nacional
Fue internacional con la selección de fútbol de Italia en 2 ocasiones. Debutó el 8 de octubre de 1986, en un encuentro amistoso ante la selección de Grecia que finalizó con marcador de 2-0 a favor de los italianos.

### Participaciones en Eurocopas
| Eurocopa                | Sede          | Resultado        |
| ----------------------- | ------------- | ---------------- |
| Eurocopa Sub-21 de 1982 | Sin sede fija | Cuartos de final |
| Eurocopa Sub-21 de 1984 | Sin sede fija | Semifinal        |

## Clubes

### Como futbolista
| Club            | País   | Año       |
| --------------- | ------ | --------- |
| Brescia Calcio  | Italia | 1978-1980 |
| A. S. Roma      | Italia | 1980-1982 |
| U. C. Sampdoria | Italia | 1982-1983 |
| A. S. Roma      | Italia | 1983-1986 |
| A. C. Milan     | Italia | 1986-1987 |
| Hellas Verona   | Italia | 1987-1989 |
| Juventus F. C.  | Italia | 1989-1991 |
| U. C. Sampdoria | Italia | 1991-1992 |
| Ars et Labor    | Italia | 1992-1993 |

### Como entrenador
| Club                | País    | Año       |
| ------------------- | ------- | --------- |
| Sestrese Calcio     | Italia  | 1999-2000 |
| Potenza S. C.       | Italia  | 2005      |
| F. C. Sopron        | Hungría | 2005-2007 |
| A. S. Gallipoli     | Italia  | 2007-2008 |
| Juve Stabia         | Italia  | 2008-2009 |
| Dinamo de Bucarest  | Rumania | 2009      |
| A. S. Pescina       | Italia  | 2009-2010 |
| Selección de Zambia | Zambia  | 2010-2011 |
| Dinamo de Bucarest  | Rumania | 2012      |

## Palmarés

### Como futbolista

#### Campeonatos nacionales
| Título              | Club            | País   | Año     |
| ------------------- | --------------- | ------ | ------- |
| Copa Italia         | A. S. Roma      | Italia | 1980-81 |
| Copa Italia         | A. S. Roma      | Italia | 1983-84 |
| Copa Italia         | A. S. Roma      | Italia | 1985-86 |
| Copa Italia         | Juventus F. C.  | Italia | 1989-90 |
| Supercopa de Italia | U. C. Sampdoria | Italia | 1991    |

#### Copas internacionales
| Título          | Club           | País   | Año     |
| --------------- | -------------- | ------ | ------- |
| Copa de la UEFA | Juventus F. C. | Italia | 1989-90 |

### Como entrenador

#### Campeonatos nacionales
| Título               | Club               | País    | Año     |
| -------------------- | ------------------ | ------- | ------- |
| Copa de Rumania      | Dinamo de Bucarest | Rumania | 2011-12 |
| Supercopa de Rumanía | Dinamo de Bucarest | Rumania | 2012    |